# 肝X受体
肝X受体（英語：liver X receptor）是核受体超家族转录因子的一员，属于类甲状腺素受体的第一亚家族，同过氧化物酶体增殖物活化受体、类法尼醇x受体、视黄醇X受体有密切的联系。肝X受体的激素为氧化固醇，是胆固醇代谢的感受器。同时它还在脂肪形成、糖代谢、免疫与炎症反应等环节起到调节作用。
肝X受体有两个亚型被分辨出来，分别是肝X受体α与肝X受体β，根据核受体命名规则这两个亚型分别被命名为NR1H3（LXRα）与NR1H2（LXRβ）。肝X受体的两个亚型在1994、1995年间先后被分离出来。肝X受体α是由两个研究小组独立发现的，他们分别授予其RLD-1与LXR的名称。这两个亚型核受体结构相同，DNA结合域与配体结合域中有77%的氨基酸序列保持一致。肝X受体α主要在肝脏组织细胞中表达，胰脏、脾脏与小肠中也有所发现，而肝X受体β则可在全身各处细胞中检测到。

## 结构与作用过程
肝X受体可分为以下几个部分：带有不依赖配体的转录活化域的氨基端（N端）、带有两个锌指结构的DNA结合域、保证受体二聚化后仍能同DNA结合的铰链域、带有配体结合域的羧基端（C端）。
作为孤受体，肝X受体需要先和视黄醇X受体（RXR）结合成二聚体才具有转录活性。这个二聚体同靶基因中的肝X受体反应原件（LXRE）结合进而调解这一基因的转录，肝X受体反应原件是一段被4个核苷酸隔开的6核苷酸重复序列。在细胞内，肝X受体的配体为胆固醇衍生物的氧化物，一些人工合成的化合物如T0901317和GW3965也可作为配体激活肝X受体。肝X受体同转录活化基因之间的作用过程分为三个步骤：当配体（激素）浓度低时，二聚体先和辅助阻遏物结合，抑制转录；激动剂同二聚体结合后辅助阻遏物脱离，完成初步的转录；辅助活化因子同已经活化的二聚体结合，完成转录过程。转录过程中肝X受体或视黄醇X受体同配体结合都可以激发二聚体的活性。

## 目标基因
肝X受体的目标基因多为胆固醇与脂肪的新陈代谢调解基因：
- ABC：ATP结合盒转运蛋白的A1，G1，G5以及G8亚型，主要涉及胆固醇的排出
- ApoE：载脂蛋白E，与HDL形成有关
- CETP：胆固醇脂转运蛋白，甘油三酯的新陈代谢
- CYP7A1：胆固醇7α羟化酶，牵涉到胆固醇的新陈代谢
- FAS ：脂肪酸和酶，脂肪生成与胆固醇酯化
- LPL ：脂蛋白酯酶，参与甘油三酯的新陈代谢
- LXR-α：肝X受体自身
- SREBP-1c：甾醇调解元件结合蛋白，涉及脂肪生成与胆固醇酯化。